# San Lorenzo in Lucina
Bazilika San Lorenzo in Lucina je katolický kostel v Římě, v městské části (rione) Colonna, na náměstí San Lorenzo in Lucina, asi 150 m severně od italského parlamentu. Byl založen ve 4. století a zasvěcen sv. Vavřinci. Lucina je jméno ženy, která vlastnila dům stojící na místě dnešního kostela. Jedná se o titulární kostel.

## Historie
Podle archeologického průzkumu z roku 1990 zde počátkem našeho letopočtu bylo zřízeno Solarium Augusti se slunečními hodinami Horologium Augusti, jejichž gnómon se dochoval v sakristii kostela. Podle jména křesťanské majitelky soukromého římského domu se celé místo nazývá Lucina. Papež Marcel I. se zde skrýval před Maxentiem a Damasus I. byl zde roku 366 zvolen papežem. Kostel byl znám jako Titulus Lucinae a tak se o něm roku 499 zmiňuje i papež Symmachus.
Do 5. století je datován vznik procesí, které se koná 25. dubna, a začíná u San Lorenzo in Lucina, pokračuje přes kostel sv. Valentina, Milvijský most a končí ve Svatopetrské bazilice.

## Budova
Raně křesťanská trojlodní sloupová bazilika se dochovala jen ve fragmentech zdiva a krypty, byla zbořena za vpádu barbarů roku 1084. Do podoby románské stavby se sloupovým portikem a lvím portálem byla roku 1112 přestavěna na pokyn papeže Paschalise II. Roku 1605 papež Pavel V. kostel povýšil na Basiliku minor, a tím ji zařadil do okruhu poutních kostelů. Klenby a interiér byl kompletně renovovány Fanzagem roku 1650, kdy byly také boční lodi přestavěny na barokní kaple.
Hlavní oltář: architektonickou kulisu navrhl Carlo Rainaldi. Vynikající oltářní obraz Ukřižování zobrazuje Krista trpícího a osamělého v noční krajině, v okamžiku obrácení hlavy k Bohu se slovy "Proč jsi mne opustil?"; namaloval jej Guido Reni v letech 1638–1639, předloha byla mnoha malíři napodobována a existuje také v barvotiskových kopiích.
Pod hlavním oltářem je vložena relikvie – rošt, na kterém byl sv. Vavřinec umučen.
V chóru visí obraz Panna a svatí od Placida Costanziho.
První kaple vpravo je zasvěcena titulárnímu světci tohoto kostela, sv. Vavřinci, jáhnovi a římskému provomučedníkovi, pro jehož hrob, vyzvednutý z římských katakomb na Via Apia, byla vystavěna bazilika San Lorenzo fuori la mura.
Druhá kaple napravo, navržená Rainaldim, byla vyzdobena Janem Mielem. Roku 1665 zde byl pohřben francouzský malíř Nicolas Poussin, náhrobek z bílého mramoru daroval spisovatel a diplomat Chateaubriand roku 1830, umělcovu bustu vytvořil Paul Lemoyne a reliéf Louis Desprez.
Čtvrtá kaple od vchodu je pohřební kaple rodiny Fonseca. Interiér navrhl Gian Lorenzo Bernini, který také nad hrobkou zhotovil portrétní polofiguru lékaře Gabriele Fonsecy. Je zde také oltářní obraz Nanebevzetí, kopie podle Guida Reniho, dokončená Giacintem Gimignanim.
Pátá kaple napravo je zasvěcena svaté Hyacintě Marescotti a vyzdobena obrazy Smrt sv. Hyacinty Marescotti od Marca Benefiala a Život sv. Františka (1624) od Simona Voueta.
V dalších kaplích jsou díla Turchiho, Saraceniho a Sardiho.

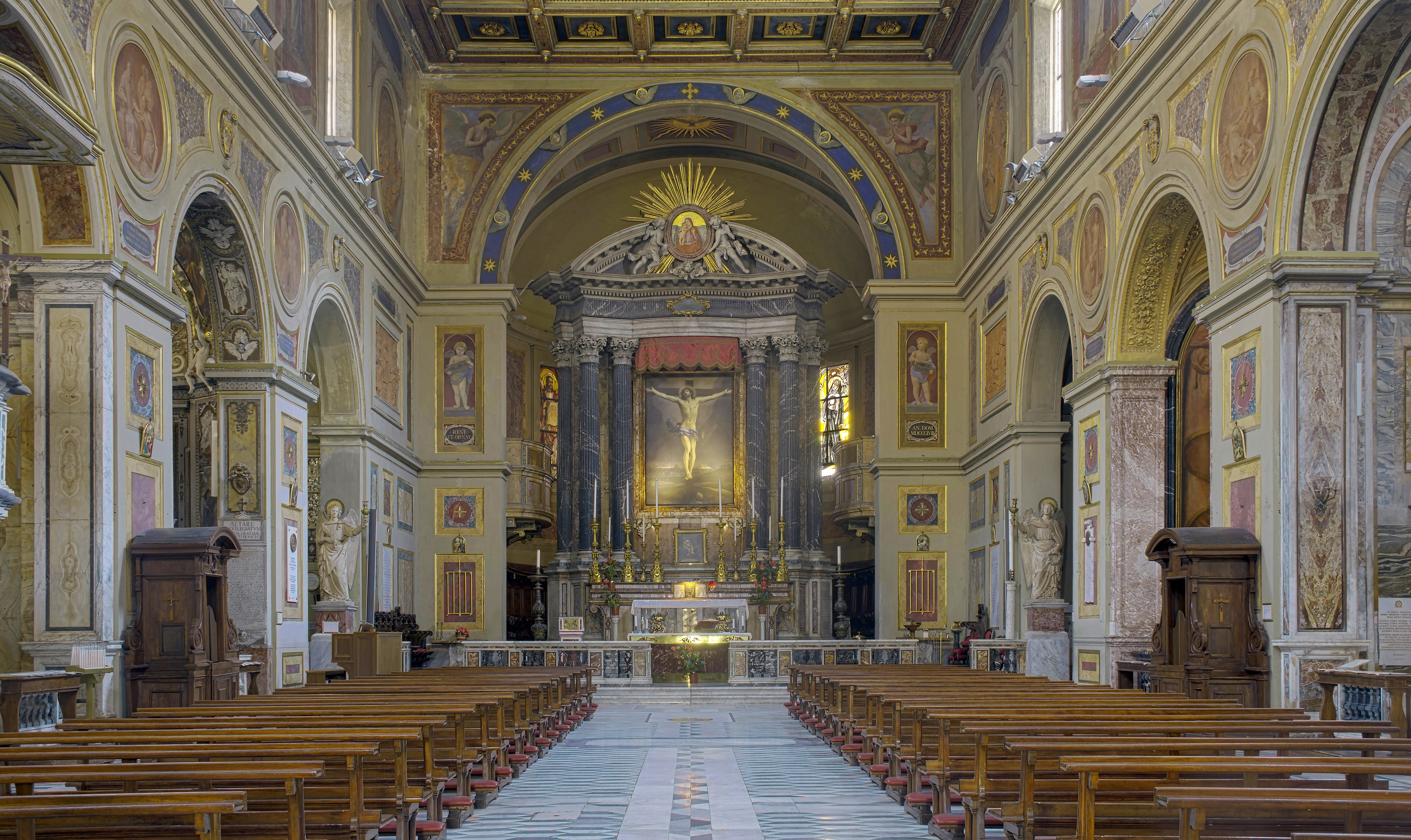
Interiér
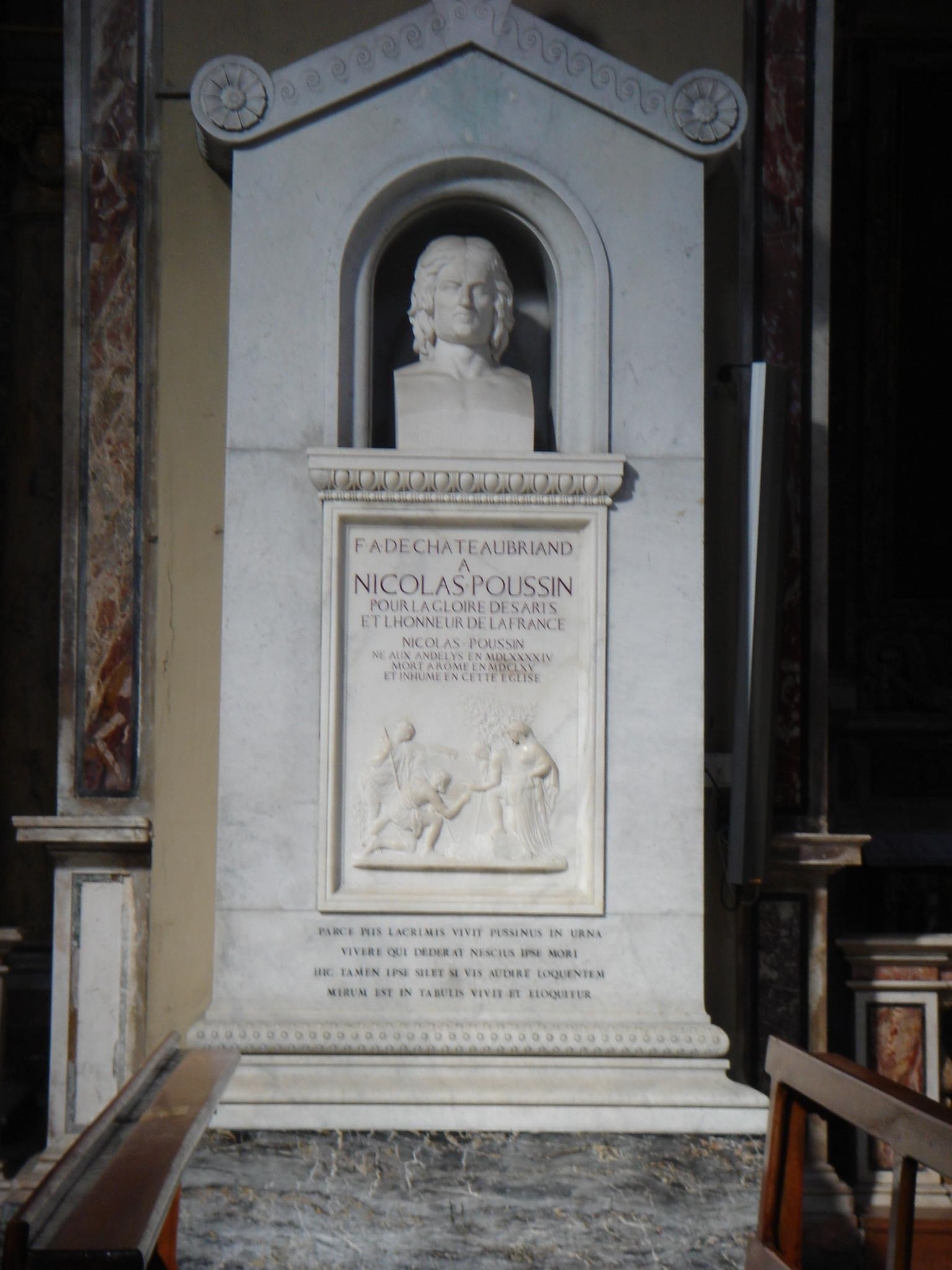
Náhrobek Poussina
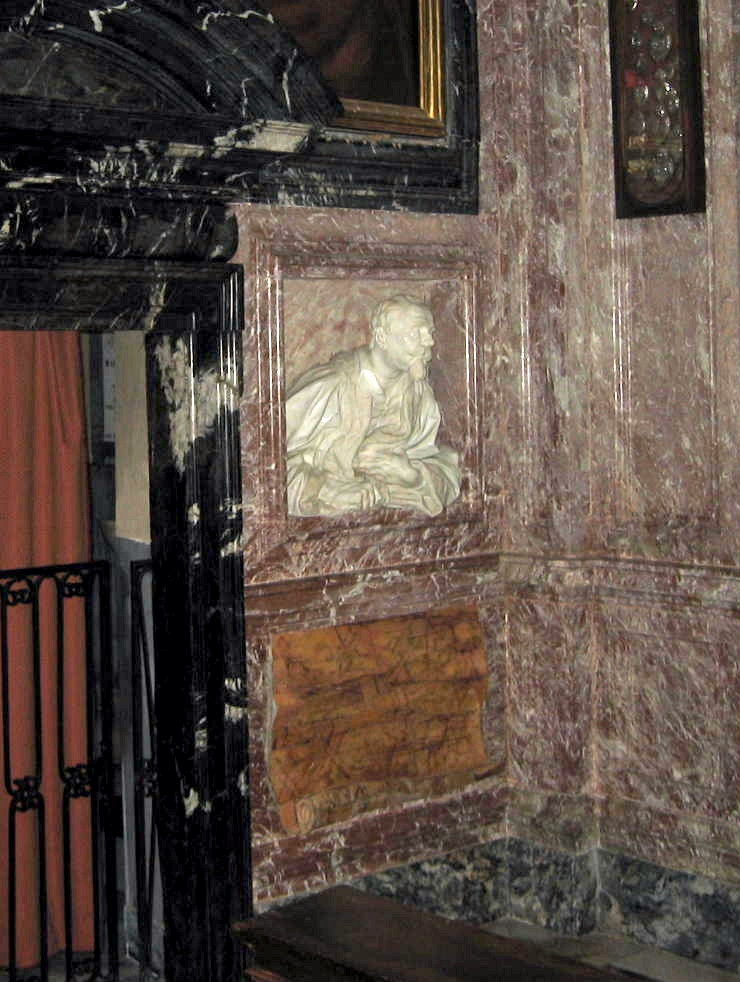
Busta Gabriela Fonsecy
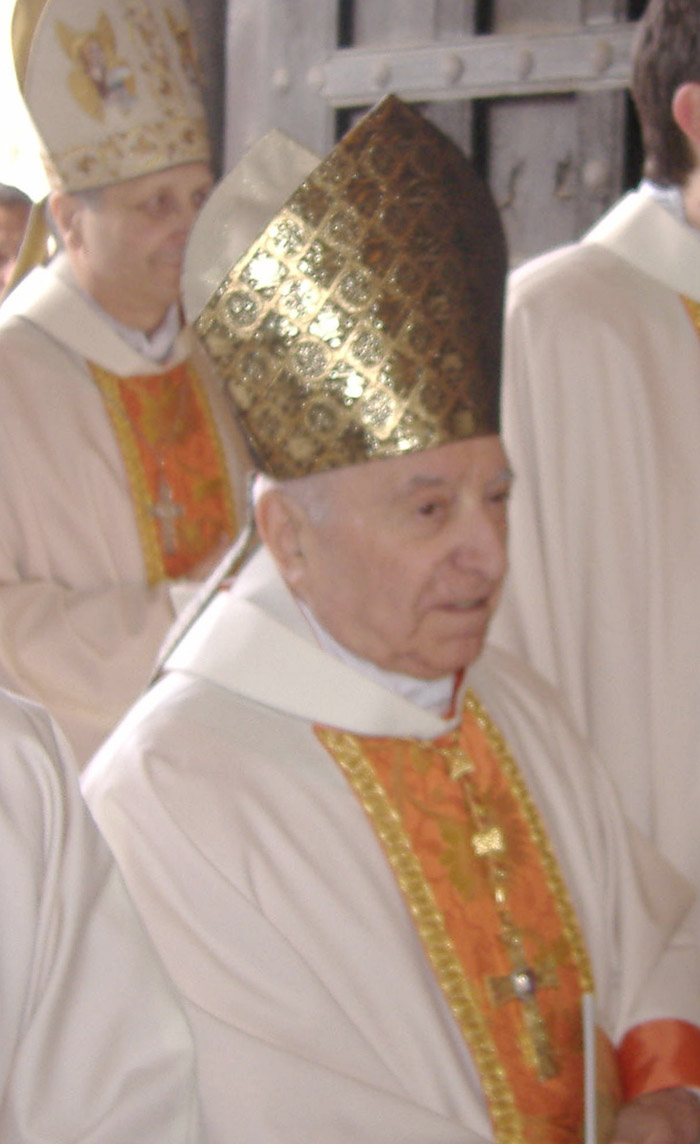
Luigi Poggi, poslední titulář kostela
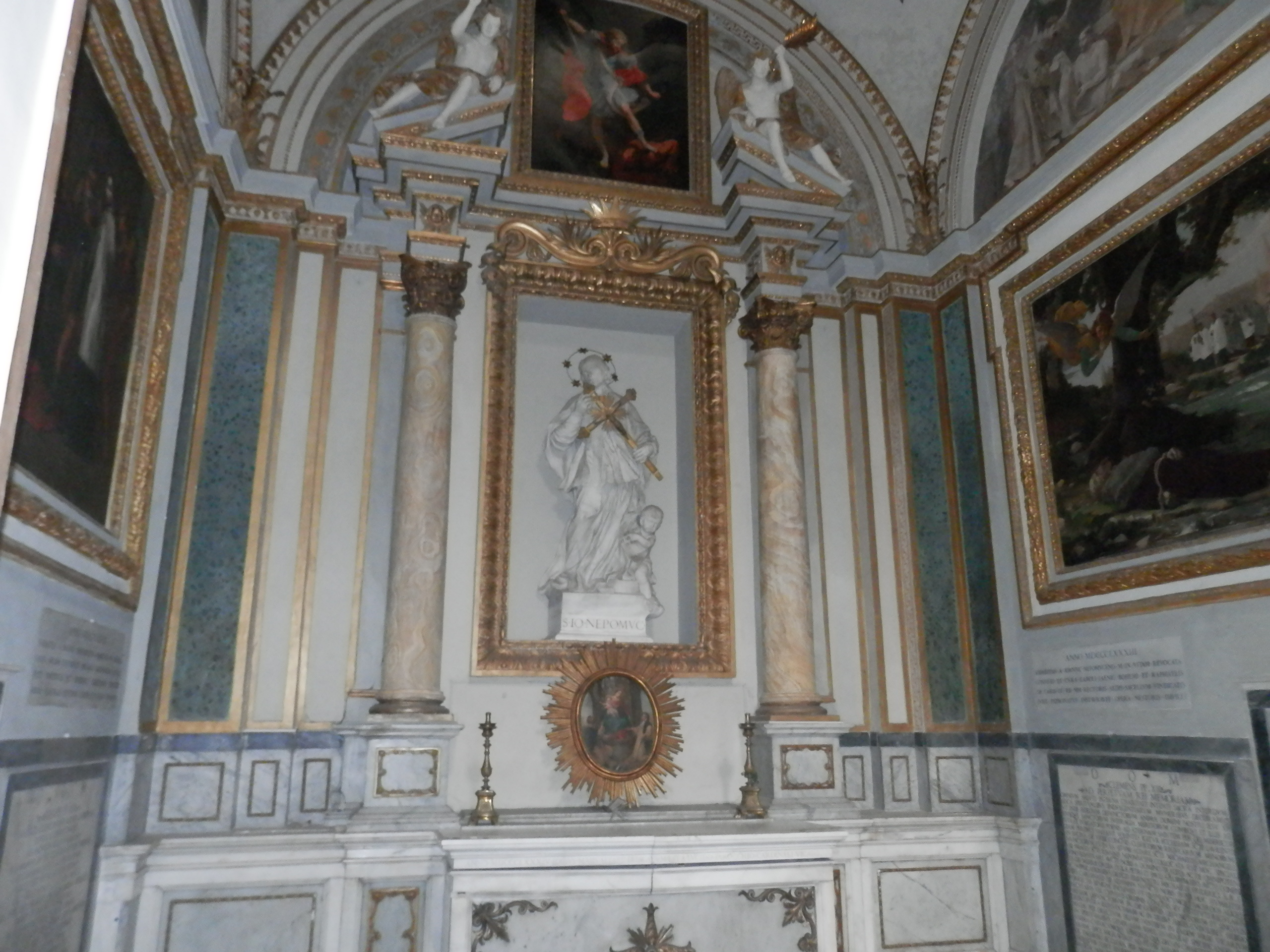
kaple sv. Jana Nepomuckého
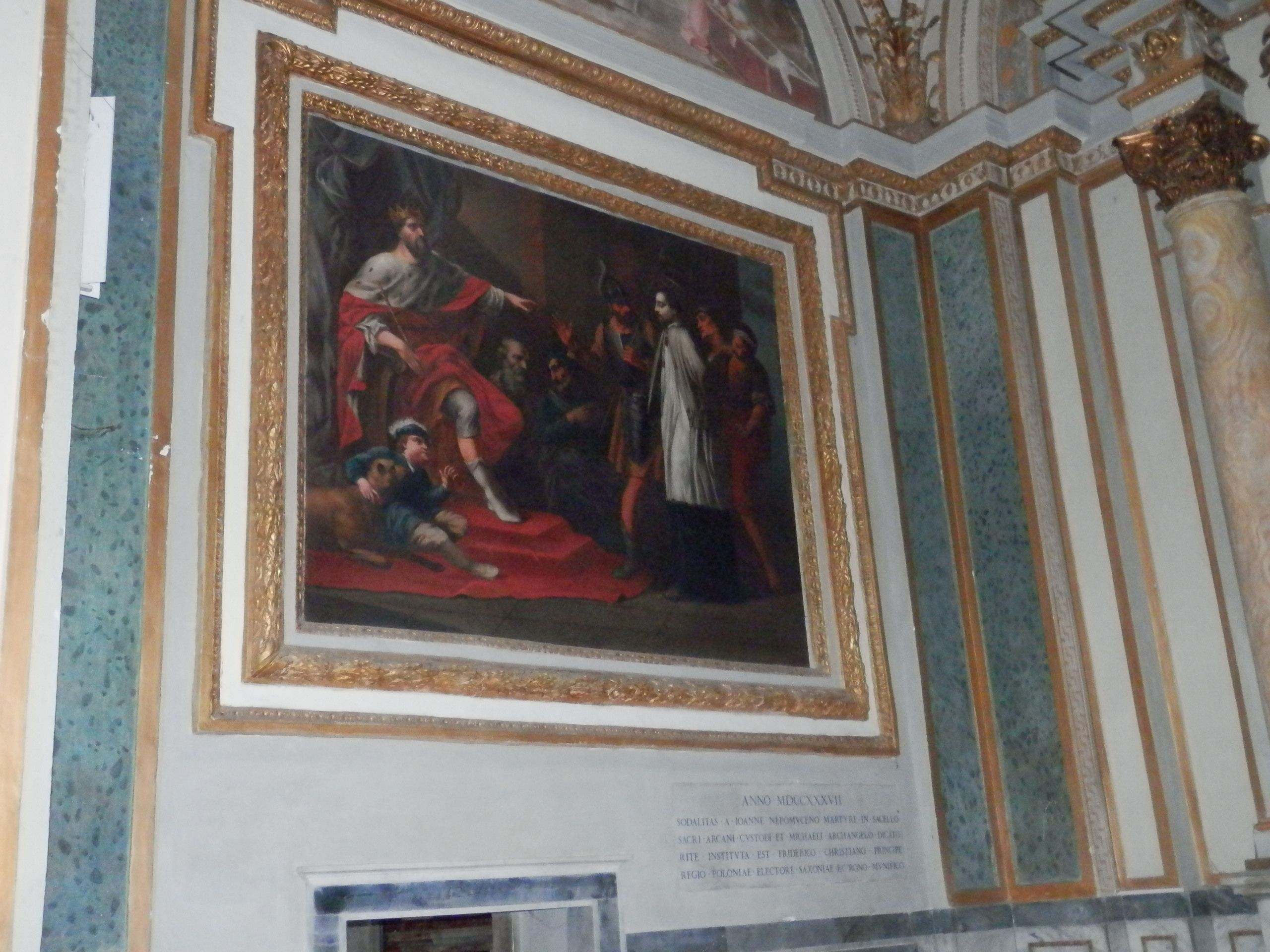
sv. Jan Nepomucký před Václavem IV.
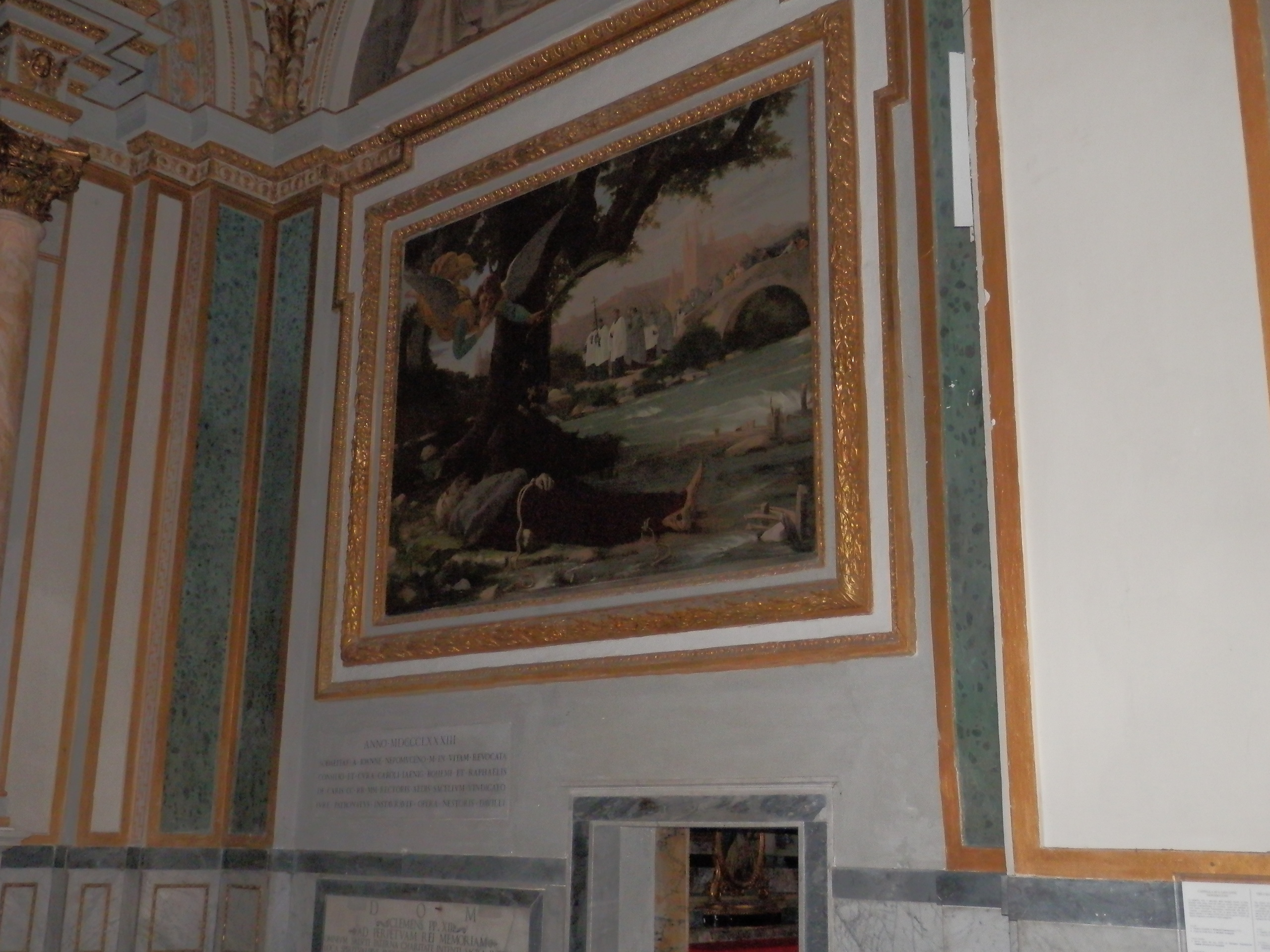
Nalezení těla sv. Jana Nepomuckého
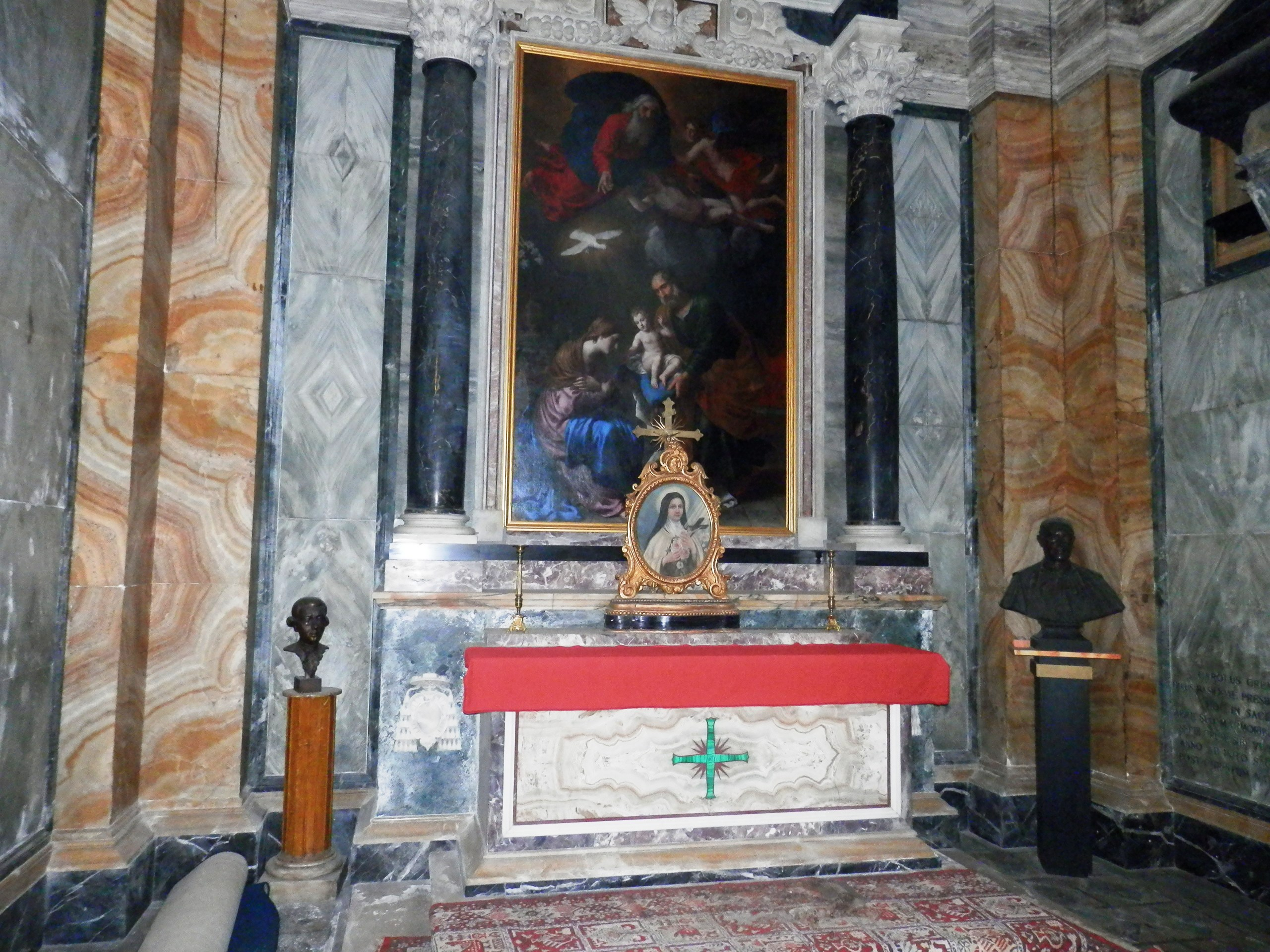
Busta Josefa Myslivečka vlevo v kapli sv. Josefa

## Kaple a bratrstvo sv. Jana Nepomuckého
Druhá kaple vlevo od vchodu je od roku 1737 zasvěcena sv. Janu Nepomuckému. Roku 1742 zde byla z iniciativy saského kurfiřta a polského krále Augusta Velikého ustavena Konfraternita Laiků Dobré pověsti, bratrstvo vyznavačů sv. Jana Nepomuckého. Sochu sv. Jana Nepomuckého v životní velikosti vytesal Berniniho žák Giovanni Altobelli. Oltářní obraz Panny Marie se sv. Janem Nepomuckým a Archandělem Michaelem namaloval Placido Costanzi (nyní je přemístěn za hlavní oltář). Kapli dal v 19. století obnovit Mons. Karl Jänig, obrazy ze života sv. Jana Nepomuckého tehdy namaloval Emil Holárek. Roku 1992 byla do kouta kaple instalována bronzová busta skladatele Josefa Myslivečka, jejímž autorem je sochař Vladimír Oppl. V r. 2016 se busta nacházela ve čtvrté kapli nalevo, v kapli sv. Josefa.

## Josef Mysliveček
Na pátém pilíři vpravo od vchodu byla roku 1992 vsazena bílá mramorová deska s českým a italským textem, pamětní deska českého skladatele Josefa Myslivečka (1737–1781), působícího v Itálii, a zvaného zde Il Boemo, kterého zde dal pohřbít jeho žák Angličan Barry. Vlastní hrob a epitaf jsou v kryptě, byly dlouho nezvěstné a objevil je teprve archeologický průzkum z roku 1990. Krypta však není přístupná veřejnosti.

## Kardinálové-tituláři
- Ilario (494–?)
- Crescente (590–?)
- Sisinnio (731 – před rokem 735)
- Sigismondo (735 – před rokem 745)
- Teodoro (745 – před rokem 761)
- Eusebio (761–?)
- Giorgio (853- před rokem 867)
- Leone (?) (867–?)
- Adriano (964–?)
- Giovanni (993 – před rokem 1012)
- Leone (1049–1080)
- Landolfo Rangone (asi 1088–1099)
- Gregorio da Ceccano (asi 1107 – asi 1119)
- Gregorio Albergati (1119 – asi 1126)
- Anselmo, řeholní kanovník (1126 nebo 1127–1143)
- Ugo Misini (nebo Misani ?), řeholní kanovník (1144–1150)
- Cenzio (1150–1154)
- Ubaldo (nebo Hubaud) (1155–1157)
- Alberto Sartori di Morra (1158–1187)
- Pietro (?) (1188?–1190?)
- Cencio Savelli, (1191? nebo 1193–1217)
- Sinibaldo Fieschi (1227–1243)
- John de Tollet (1244–1262)
- Guy (nebo Guido) (1262–1272)
- Ugo di Evesham (1281–1285)
- Giacomo Colonna (1307–1318)
- Annibale Gaetani da Ceccano (1327–1333)
- Guillaume Bragose (1362-1367)
- Etienne Alberti (1368-1369)
- Jean de la Tour (1371-1374)
- Pierre de Sortenac (1375-1384)
- Martín Zalva (1390-1403)
- Luca Manzoli (1408-1411)
- Simon de Cramaud (1413-1422)
- Ximeno Daha (1423-1429)
- Jean de la Rochetaillée (1426-1437)
- Giovanni Vitelleschi (1437-1440)
- Jean Le Jeune (1441-1451)
- Filippo Calandrini (1451-1468)
- neobsazen (1468-1484)
- Giovanni d'Aragona (1484-1485)
- Jorge da Costa (1488-1489)
- Silvio Passerini (1517-1520)
- Giovanni Domenico De Cuppis
- Giovanni Girolamo Morone (1553-1556)
- Georges d'Armagnac (1556-1562)
- Francesco Gonzaga (1562-1566)
- Giulio della Cornea (1566-1567)
- Innico d'Avalos d'Aragona (1567-1586)
- Marco Antonio Colonna (1586-1587)
- Gabriele Paleotti (1587-1589)
- Michele Monelli (1589-1591)
- Ludovico Madruzzo (1591-1597)
- Pedro de Deza (1597-1600)
- Anton Maria Salviati (1600)
- Simeone Acquaviva d'Aragona (1600-1602)
- Girolamo Bernieri (1602-1603)
- Giovanni Battista Maria Pallotta (1603-1611)
- Gregorio Petrocchini de Montelbero (1611)
- Benedetto Giustiniani (1611-1612)
- Francesco Maria Bourbon del Monte (1612-1615)
- Ottavio Bandini (1615-1621)
- Bartolomeo Cesi (1621)
- Andrea Baroni Peretti Montalto (1621-1624)
- Domenico Ginnasi (1624-1626)
- Carlo Gaudenzio Madruzzo (1626)
- Carlo Emmanuele Pio di Savoia (1626-1627)
- Giovanni Garzia Millini (1627-1629)
- Luigi Capponi (1629-1659)
- Girolamo Colonna (1659-1661)
- Giovanni Battista Pallotta (1661-1663)
- Francesco Maria Brancaccio (1663-1666)
- Stefano Durazzo (1666-1667)
- Arnošt Vojtěch z Harrachu (1667)
- Giulio Gabrielli il Vecchio (1667-1668)
- Virgilio Orsini (1668-1671)
- Rinaldo d'Este (1671)
- Cesare Facchinetti (1671-1672)
- Carlo Rossetti (1672-1676)
- Niccolò Albergati Ludovisi (1676-1677)
- Alderano Cybo (1677-1679)
- Lorenzo Raggi (1679-1680)
- Luigi Alessandro Homodei (1680-1685)
- Carlo Barberini (1685-1704)
- Francesco Nerli iuniore (1704-1708)
- Galeazzo Marescotti (1708-1726)
- Giuseppe Sacripante (1726-1727)
- Giuseppe Renato Imperiali (1727-1737)
- Gianantonio de Via (Davia) (1737-1740)
- Giulio Alberoni (1740-1752)
- Thomas Philip Wallrad d'Alsace-Boussut de Chimay (1752-1759)
- Domenico Passionei (1759-1761)
- Giovanni Teodoro di Baviera (1761-1763)
- Giacomo Oddi (1763-1770)
- Giuseppe Pozzobonelli (1770-1783)
- Carlo Vittorio Amedeo delle Lanze (1783-1784)
- Marco Antonio Colonna (1784)
- neobsazen (1784-1788)
- Francesco Carafa della Spina di Traetto (1788-1807)
- Bartolomeo Pacca (1818)
- Giovanni Filippo Gallarati Scotti (1818-1819)
- Giulio Gabrielli junior (1819-1822)
- Joseph Fesch (1822-1839)
- Carlo Oppizzoni (1839-1855)
- Giacomo Filippo Fransoni (1855-1856)
- Benedetto Barberini (1856-1863)
- neobsazen (1863-1867)
- Filippo de Angelis (1867-1877)
- Fabio Maria Asquini (1877-1878)
- Domenico Carafa della Spina di Traetto (1879)
- Lucien-Louis-Joseph-Napoleon Bonaparte (1879-1895)
- Gustav Adolf von Hohenlohe-Schillingsfürst (1895-1896)
- Mieczysław Halka-Ledóchowski (1896-1902)
- Angelo Di Pietro (1903-1914)
- Pietro Gasparri (1915-1934)
- Carlo Cremonesi (1935-1943)
- Manuel Arteaga y Betancourt (1946-1963)
- Pietro Ciriaci (1964-1966)
- Pietro Parente (1967-1986)
- Opilio Rossi (1987-2004)
- Luigi Poggi (2005-2010)
- Malcolm Ranjith (od 2010)